# Jesper Strömblad
Clas Håkan Jesper Strömblad (* 28. listopadu 1972) je švédský kytarista, zakládající a poslední původní člen skupiny In Flames. 12. února 2010 oznámil, že kvůli osobním a zdravotním problémům In Flames opustil na trvalo.
Od čtyř let hrál na housle, čehož ve 12 letech nechal a začal hrát kytaru.
Mezi jeho další projekty patří skupina Dimension Zero, kde hraje na kytaru a dále skupina All Ends, kde skládá muziku a dříve hrál na kytaru. Také je jeden ze zakládajících a bývalých členů skupiny HammerFall, kde hrál na bicí na jejich debutovém albu Glory to the Brave.